# 釋門正統
釋門正統，初名《天台宗元錄》，北宋政和年間元穎法師撰，慶元年間居士吳克己續寫，並改名為《釋門正統》。嘉熙初年，宗鑑法師再加以擴充，仍稱《釋門正統》，是後來《佛祖統紀》的基礎作品。